# Thomas Bauer (Ökologe)
Thomas Johann Bauer (* 31. Mai 1943 in Hamburg) ist ein deutscher Zoologe, Ökologe und Hochschullehrer.

## Leben
Nach dem Abitur am Alten Gymnasium in Bremen 1964 absolvierte er ein landwirtschaftliches Lehrjahr im Landkreis Verden und den Wehrersatzdienst in Hameln und Heidelberg. Danach studierte er von 1967 bis 1974 Biologie in Göttingen, Freiburg und Wien. Er schloss mit einer Promotion 1974 an der Uni Wien ab, wo er anschließend ein Post-Doc-Stipendium der Deutschen Forschungsgemeinschaft annahm. Ab 1976 war er Assistent an den Universitäten in Ulm und Regensburg. An der Universität Regensburg war er Mitglied am Sonderforschungsbereich „Sinnesleistungen und Anpassungen“, habilitierte sich dort für Zoologie und arbeitete danach dort als Oberassistent. 1985 wurde Thomas Bauer zum Professor für Tierökologie an der Universität Bayreuth berufen. Die Professur für Ökologie am Zoologischen Institut der CAU in Kiel nahm er 1992 an und hatte sie bis 2008 inne. Von 2001 bis 2002 war Bauer Dekan der Mathematisch-Naturwissenschaftlichen Fakultät. Von 2005 an war Thomas Bauer Prorektor, von 2006 bis zur Pensionierung 2008 Rektor der Universität Kiel.
Wissenschaftlich hat sich Bauer mit der Autökologie, Ökophysiologie, Ökomorphologie und Ethoökologie von Insekten beschäftigt, wobei ihn besonders spezielle Anpassungen bei Angriffs- und Fluchtverhalten von Bodentieren interessierten. Solche Anpassungen fand er bei Beutetieren in der Erzeugung von Abwehrlauten oder dem Lebensraum angepassten, schnellen Fluchtmechanismen. Bei tagaktiven Räubern ist sie nachweisbar in der Sehraumstruktur ihrer Komplexaugen, bei nachtaktiven in spezialisierten Borstenfallen an Antennen oder Kopf, oder in Klebevorrichtungen an den Mundteilen.

## Schriften (Auswahl)
- Thomas Bauer: Entomophage Insekten. In K. Dettner, W. Peters (Hrsg.) Lehrbuch der Entomologie, Spektrum Verlag, Heidelberg 2003
- Thomas Bauer et al.: Hunting ants in Mediterranian clay soils: life history of Siagona europaea (Coleoptera, Carabidae) Ital. J. Zool. 72, 33-42 (2005)
- Thomas Bauer: Prey capture and structure of the visual space of an insect that hunts by sight on the litter layer. Behav Ecol Sociobiol 8: 91-97 (1981)
- Thomas Bauer, M. Kredler: Morphology of the compound eyes as an indicator of life style in carabid beetles. Can J.Zool. 71, 799-810 (1993)
- Thomas Bauer: Ethologische, autökologische und ökophysiologische Untersuchungen an Elaphrus cupreus Dft. und Elaphrus riparius L. (Coleoptera, Carabidae). Oecologia 14 ,139 -196 (1974)
- Thomas Bauer: Prey capture in a ground beetle larva. Anim. Behav. 30, 203-208 (1982)
- Thomas Bauer: Experimente zur Frage der biologischen Bedeutung des Stridulationsverhaltens bei Käfern. Z. Tierpsychol.42, 57-65 (1976)
- Thomas Bauer: Beetles which use a setal trap to hunt springtails: The hunting strategy und apparatus of Leistus (Coleoptera, Carabidae). Pedobiologia 28, 275-287 (1985)
- Thomas Bauer, E. Christian: Habitat dependent differences in flight behaviour of Collembola. Pedobiologia 30, 233-239 (1987)
- Thomas Bauer, M. Pfeiffer: Shooting springtails with a sticky rod: the flexible hunting behaviour of Stenus comma (Coleoptera; Staphylinidae) and counter strategies of its prey. Anim. Behav. 41, 819-828 (1991)